# Дангулов, Абрам Христофорович
Абра́м Христофо́рович Дангу́лов (арм. Աբրահամ Քրիստափորի Դանգուլով; 5 августа [18 августа] 1900, Армавир, Лабинский отдел, Кубанская область, Российская империя — 19 июня 1967, Москва, СССР) — советский футболист, тренер. Заслуженный мастер спорта СССР (1948).

## Биография
Армянин по происхождению. Выступал за команды «Унион» Екатеринодар, ЦРК Армавир, «Динамо» Армавир. В качестве игрока характеризовался как «техничный левый нападающий <…> обнаружил прекрасное понимание игры, филигранную технику и сильнейший удар». Тренировал клубы «Динамо» Пятигорск, «Шахтёр» Сталино, «Крылья Советов» Москва, «Спартак» Москва, «Спартак» Ереван.
Во главе московского «Спартака» стал бронзовым призёром чемпионата СССР 1949 года и обладателем Кубка СССР 1950 года.
Работал журналистом в еженедельнике «Футбол».